# Kvalifikace na Mistrovství světa ve fotbale 2022 (CONCACAF) – třetí fáze
Třetí fáze kvalifikace na mistrovství světa 2022 zóny CONCACAF, přezdívané Octagonal (podle osmi zúčastněných týmů), se hrála od září 2021 do března 2022.

## Formát
Osm týmů (pět nejvýše umístěních týmu z konfederace CONCACAF podle žebříčku FIFA z července 2020 a tři vítězové druhé fáze) se utkalo systémem každý s každým doma a venku, každý tým odehrál celkem 14 zápasů. První tři týmy se kvalifikovaly na mistrovství světa ve fotbale 2022, zatímco tým na čtvrtém místě postoupil do mezikontinentální baráže v Kataru.

## Termíny
Třetí fáze měla původně začít v červnu 2021, ale byla odložena kvůli pandemii covidu-19. Obnovené termíny třetí fáze byly oznámeny 16. června 2021 a potvrzeny 9. srpna 2021.
| Den zápasu | Datum zápasu       | Původní data  |
| ---------- | ------------------ | ------------- |
| 1. kolo    | 2. září 2021       | červen 2021   |
| 2. kolo    | 5. září 2021       | červen 2021   |
| 3. kolo    | 8. září 2021       | červen 2021   |
| 4. kolo    | 7. října 2021      | červen 2021   |
| 5. kolo    | 10. října 2021     | září 2021     |
| 6. kolo    | 13. října 2021     | září 2021     |
| 7. kolo    | 12. listopadu 2021 | říjen 2021    |
| 8. kolo    | 16. listopadu 2021 | říjen 2021    |
| 9. kolo    | 27. ledna 2022     | Listopad 2021 |
| 10. kolo   | 30. ledna 2022     | Listopad 2021 |
| 11. kolo   | 2. února 2022      | leden 2022    |
| 12. kolo   | 24. března 2022    | leden 2022    |
| 13. kolo   | 27. března 2022    | Březen 2022   |
| 14. kolo   | 30. března 2022    | Březen 2022   |

## Týmy
Pět nejlepších týmů podle žebříčku FIFA z července 2020 (uvedeno v závorce) získalo postup do třetí fáze. Kvůli jednotnosti jsou tři vítězové druhého kola uvedeni s jejich žebříčkem FIFA z července 2020.
Poznámka: Tučně vyznačené týmy postoupily na Mistrovství světa 2022, kurzívou vyznačený tým postoupil do mezikontinentální baráže.
| Nasazené týmy                                                                 | Vítězové druhé fáze                            |
| ----------------------------------------------------------------------------- | ---------------------------------------------- |
| 1. Mexiko (11) 2. USA (22) 3. Kostarika (46) 4. Jamajka (48) 5. Honduras (62) | 1. Salvador (69) 2. Kanada (73) 3. Panama (81) |

## Los a nasazení
Losování třetí fáze proběhlo společně s losováním první fáze 19. srpna 2020 v 19:00 v sídle FIFA ve švýcarském Curychu.
Týmy byly vylosovány z jednoho koše a poté jim bylo přiděleno výchozí umístění ve skupině (od 1. do 8.), které určilo rozpis zápasů. Totožnost tří vítězů druhé fáze nebyla v době losování známa.

## Tabulka
| Tým       | Z  | V | R | P  | VG | IG | +/- | B  |
| --------- | -- | - | - | -- | -- | -- | --- | -- |
| Kanada    | 14 | 8 | 4 | 2  | 23 | 7  | +16 | 28 |
| Mexiko    | 14 | 8 | 4 | 2  | 17 | 8  | +9  | 28 |
| USA       | 14 | 7 | 4 | 3  | 21 | 10 | +11 | 25 |
| Kostarika | 14 | 7 | 4 | 3  | 13 | 8  | +5  | 25 |
| Panama    | 14 | 6 | 3 | 5  | 17 | 19 | −2  | 21 |
| Jamajka   | 14 | 2 | 5 | 7  | 12 | 22 | −10 | 11 |
| Salvador  | 14 | 2 | 4 | 8  | 8  | 18 | −10 | 10 |
| Honduras  | 14 | 0 | 4 | 10 | 7  | 26 | −19 | 4  |

## Zápasy
1. kolo
| 2. září 2021 20:05 UTC-4 |     |                  |                                                               |
| Kanada                   | 1:1 | Honduras         | BMO Field, Toronto diváci: 14 822 rozhodčí: Fernando Guerrero |
| Larin 66' (pen.)         |     | López 40' (pen.) | BMO Field, Toronto diváci: 14 822 rozhodčí: Fernando Guerrero |

| 2. září 2021 20:05 UTC-5 |     |           |                                                                         |
| Panama                   | 0:0 | Kostarika | Stadion Rommela Fernándeze, Panamá diváci: 14 000 rozhodčí: Iván Barton |
|                          |     |           | Stadion Rommela Fernándeze, Panamá diváci: 14 000 rozhodčí: Iván Barton |

| 2. září 2021 21:00 UTC-5 |     |               |                                                                    |
| Mexiko                   | 2:1 | Jamajka       | Aztécký stadion, Ciudad de Mexico diváci: 0 rozhodčí: Selvin Brown |
| Vega 50' Martín 89'      |     | Nicholson 65' | Aztécký stadion, Ciudad de Mexico diváci: 0 rozhodčí: Selvin Brown |

| 2. září 2021 20:05 UTC-6 |     |     |                                                                                |
| Salvador                 | 0:0 | USA | Estadio Cuscatlán, San Salvador diváci: 29 000 rozhodčí: Juan Gabriel Calderon |
|                          |     |     | Estadio Cuscatlán, San Salvador diváci: 29 000 rozhodčí: Juan Gabriel Calderon |

2. kolo
| 5. září 2021 17:00 UTC-5 |     |                                        |                                                                |
| Jamajka                  | 0:3 | Panama                                 | Independence Park, Kingston diváci: 0 rozhodčí: Ismael Cornejo |
|                          |     | Andrade 14' Blackburn 39' Waterman 82' | Independence Park, Kingston diváci: 0 rozhodčí: Ismael Cornejo |

| 5. září 2021 17:00 UTC-6 |     |          |                                                                       |
| Salvador                 | 0:0 | Honduras | Estadio Cuscatlán, San Salvador diváci: 29 000 rozhodčí: Walter López |
|                          |     |          | Estadio Cuscatlán, San Salvador diváci: 29 000 rozhodčí: Walter López |

| 5. září 2021 17:00 UTC-6 |     |                     |                                                                 |
| Kostarika                | 0:1 | Mexiko              | Národní stadion, San José diváci: 3 000 rozhodčí: Ismail Elfath |
|                          |     | Pineda 45+1' (pen.) | Národní stadion, San José diváci: 3 000 rozhodčí: Ismail Elfath |

| 5. září 2021 19:00 UTC-5 |     |           |                                                                  |
| USA                      | 1:1 | Kanada    | Nissan Stadium, Nashville diváci: 43 028 rozhodčí: Oshane Nation |
| Aaronson 55'             |     | Larin 62' | Nissan Stadium, Nashville diváci: 43 028 rozhodčí: Oshane Nation |

3. kolo
| 8. září 2021 19:30 UTC-4             |     |          |                                                             |
| Kanada                               | 3:0 | Salvador | BMO Field, Toronto diváci: 15 000 rozhodčí: Ricardo Montero |
| Hutchinson 6' David 11' Buchanan 59' |     |          | BMO Field, Toronto diváci: 15 000 rozhodčí: Ricardo Montero |

| 8. září 2021 19:05 UTC-5 |     |            |                                                                           |
| Panama                   | 1:1 | Mexiko     | Stadion Rommela Fernándeze, Panamá diváci: 16 000 rozhodčí: Mario Escobar |
| Blackburn 28'            |     | Corona 76' | Stadion Rommela Fernándeze, Panamá diváci: 16 000 rozhodčí: Mario Escobar |

| 8. září 2021 19:00 UTC-6 |     |               |                                                                |
| Kostarika                | 1:1 | Jamajka       | Národní stadion, San José diváci: 3 000 rozhodčí: Drew Fischer |
| Marín 3'                 |     | Nicholson 47' | Národní stadion, San José diváci: 3 000 rozhodčí: Drew Fischer |

| 8. září 2021 20:30 UTC-6 |     |                                                  |                                                                                                  |
| Honduras                 | 1:4 | USA                                              | Estadio Olímpico Metropolitano, San Pedro Sula diváci: 31 000 rozhodčí: Fernando Hernández Gómez |
| Moya 27'                 |     | Robinson 48' Pepi 75' Aaronson 86' Lletget 90+3' | Estadio Olímpico Metropolitano, San Pedro Sula diváci: 31 000 rozhodčí: Fernando Hernández Gómez |

4. kolo
| 7. října 2021 18:30 UTC-5 |     |         |                                                        |
| USA                       | 2:0 | Jamajka | Q2 Stadium, Austin diváci: 20 500 rozhodčí: Reon Radix |
| Pepi 49', 62'             |     |         | Q2 Stadium, Austin diváci: 20 500 rozhodčí: Reon Radix |

| 7. října 2021 18:05 UTC-6 |     |           |                                                                                       |
| Honduras                  | 0:0 | Kostarika | Estadio Olímpico Metropolitano, San Pedro Sula diváci: 19 000 rozhodčí: Mario Escobar |
|                           |     |           | Estadio Olímpico Metropolitano, San Pedro Sula diváci: 19 000 rozhodčí: Mario Escobar |

| 7. října 2021 20:40 UTC-5 |     |            |                                                                           |
| Mexiko                    | 1:1 | Kanada     | Aztécký stadion, Ciudad de Mexico diváci: 61 200 rozhodčí: Ismael Cornejo |
| Sánchez 21'               |     | Osorio 42' | Aztécký stadion, Ciudad de Mexico diváci: 61 200 rozhodčí: Ismael Cornejo |

| 7. října 2021 20:05 UTC-6 |     |        |                                                                        |
| Salvador                  | 1:0 | Panama | Estadio Cuscatlán, San Salvador diváci: 10 000 rozhodčí: Oshane Nation |
| Hernández 37'             |     |        | Estadio Cuscatlán, San Salvador diváci: 10 000 rozhodčí: Oshane Nation |

5. kolo
| 10. října 2021 17:00 UTC-5 |     |        |                                                                |
| Jamajka                    | 0:0 | Kanada | Independence Park, Kingston diváci: 0 rozhodčí: Keylor Herrera |
|                            |     |        | Independence Park, Kingston diváci: 0 rozhodčí: Keylor Herrera |

| 10. října 2021 16:00 UTC-6 |     |               |                                                                 |
| Kostarika                  | 2:1 | Salvador      | Národní stadion, San José diváci: 5 000 rozhodčí: Said Martínez |
| Ruiz 52' Borges 58' (pen.) |     | Henríquez 12' | Národní stadion, San José diváci: 5 000 rozhodčí: Said Martínez |

| 10. října 2021 17:00 UTC-5 |     |     |                                                                         |
| Panama                     | 1:0 | USA | Stadion Rommela Fernándeze, Panamá diváci: 21 000 rozhodčí: César Ramos |
| Godoy 54'                  |     |     | Stadion Rommela Fernándeze, Panamá diváci: 21 000 rozhodčí: César Ramos |

| 10. října 2021 18:00 UTC-5            |     |          |                                                                          |
| Mexiko                                | 3:0 | Honduras | Aztécký stadion, Ciudad de Mexico diváci: 70 000 rozhodčí: Ismail Elfath |
| Córdova 18' Funes Mori 76' Lozano 86' |     |          | Aztécký stadion, Ciudad de Mexico diváci: 70 000 rozhodčí: Ismail Elfath |

6. kolo
| 13. října 2021 19:00 UTC-4 |     |           |                                                                     |
| USA                        | 2:1 | Kostarika | Lower.com Field, Columbus diváci: 20 165 rozhodčí: Daneon Parchment |
| Dest 25' Moreira 66' (vl.) |     | Fuller 1' | Lower.com Field, Columbus diváci: 20 165 rozhodčí: Daneon Parchment |

| 13. října 2021 19:30 UTC-4                          |     |              |                                                                |
| Kanada                                              | 4:1 | Panama       | BMO Field, Toronto diváci: 26 622 rozhodčí: Armando Villarreal |
| Murillo 28' (vl.) Davies 66' Buchanan 71' David 78' |     | Blackburn 5' | BMO Field, Toronto diváci: 26 622 rozhodčí: Armando Villarreal |

| 13. října 2021 18:05 UTC-6 |     |                      |                                                                                     |
| Honduras                   | 0:2 | Jamajka              | Estadio Olímpico Metropolitano, San Pedro Sula diváci: 18 000 rozhodčí: Bryan López |
|                            |     | Roofe 38' Fisher 79' | Estadio Olímpico Metropolitano, San Pedro Sula diváci: 18 000 rozhodčí: Bryan López |

| 13. října 2021 20:05 UTC-6 |     |                                 |                                                                       |
| Salvador                   | 0:2 | Mexiko                          | Estadio Cuscatlán, San Salvador diváci: 31 000 rozhodčí: Drew Fischer |
|                            |     | Moreno 30' Jiménez 90+3' (pen.) | Estadio Cuscatlán, San Salvador diváci: 31 000 rozhodčí: Drew Fischer |

7. kolo
| 12. listopadu 2021 19:05 UTC-6 |     |                                  |                                                                                      |
| Honduras                       | 2:3 | Panama                           | Estadio Olímpico Metropolitano, San Pedro Sula diváci: 10 000 rozhodčí: Drew Fischer |
| Elis 30' Moya 59'              |     | Waterman 77' Yanis 81' Davis 85' | Estadio Olímpico Metropolitano, San Pedro Sula diváci: 10 000 rozhodčí: Drew Fischer |

| 12. listopadu 2021 20:00 UTC-6 |     |             |                                                                                  |
| Salvador                       | 1:1 | Jamajka     | Estadio Cuscatlán, San Salvador diváci: 10 000 rozhodčí: José Raúl Torres Rivera |
| Roldan 90'                     |     | Antonio 82' | Estadio Cuscatlán, San Salvador diváci: 10 000 rozhodčí: José Raúl Torres Rivera |

| 12. listopadu 2021 19:05 UTC-7 |     |           |                                                                       |
| Kanada                         | 1:0 | Kostarika | Commonwealth Stadium, Edmonton diváci: 48 806 rozhodčí: Ismail Elfath |
| David 57'                      |     |           | Commonwealth Stadium, Edmonton diváci: 48 806 rozhodčí: Ismail Elfath |

| 12. listopadu 2021 21:10 UTC-5 |     |        |                                                              |
| USA                            | 2:0 | Mexiko | TQL Stadium, Cincinnati diváci: 26 000 rozhodčí: Iván Barton |
| Pulisic 74' McKennie 85'       |     |        | TQL Stadium, Cincinnati diváci: 26 000 rozhodčí: Iván Barton |

8. kolo
| 16. listopadu 2021 17:00 UTC-5 |     |          |                                                                           |
| Jamajka                        | 1:1 | USA      | Independence Park, Kingston diváci: 4 100 rozhodčí: Juan Gabriel Calderón |
| Antonio 22'                    |     | Weah 11' | Independence Park, Kingston diváci: 4 100 rozhodčí: Juan Gabriel Calderón |

| 16. listopadu 2021 19:05 UTC-6 |     |            |                                                                |
| Kostarika                      | 2:1 | Honduras   | Národní stadion, San José diváci: 5 000 rozhodčí: Jair Marrufo |
| Duarte 20' Torres 90+5'        |     | Quioto 35' | Národní stadion, San José diváci: 5 000 rozhodčí: Jair Marrufo |

| 16. listopadu 2021 20:05 UTC-5 |     |              |                                                                         |
| Panama                         | 2:1 | Salvador     | Stadion Rommela Fernándeze, Panamá diváci: 15 000 rozhodčí: Marco Ortíz |
| Waterman 50' Góndola 52'       |     | Henríquez 1' | Stadion Rommela Fernándeze, Panamá diváci: 15 000 rozhodčí: Marco Ortíz |

| 16. listopadu 2021 19:05 UTC-7 |     |             |                                                                       |
| Kanada                         | 2:1 | Mexiko      | Commonwealth Stadium, Edmonton diváci: 44 212 rozhodčí: Mario Escobar |
| Larin 45+2', 52'               |     | Herrera 90' | Commonwealth Stadium, Edmonton diváci: 44 212 rozhodčí: Mario Escobar |

9. kolo
| 27. ledna 2022 19:00 UTC-5 |     |          |                                                                |
| USA                        | 1:0 | Salvador | Lower.com Field, Columbus diváci: 20 000 rozhodčí: Bryan López |
| A. Robinson 52'            |     |          | Lower.com Field, Columbus diváci: 20 000 rozhodčí: Bryan López |

| 27. ledna 2022 19:00 UTC-5 |     |                     |                                                                |
| Jamajka                    | 1:2 | Mexiko              | Independence Park, Kingston diváci: 0 rozhodčí: Ismael Cornejo |
| Johnson 50'                |     | Martín 82' Vega 83' | Independence Park, Kingston diváci: 0 rozhodčí: Ismael Cornejo |

| 27. ledna 2022 19:05 UTC-6 |     |                               |                                                                                       |
| Honduras                   | 0:2 | Kanada                        | Estadio Olímpico Metropolitano, San Pedro Sula diváci: 10 000 rozhodčí: Ismail Elfath |
|                            |     | Maldonado 10' (vl.) David 73' | Estadio Olímpico Metropolitano, San Pedro Sula diváci: 10 000 rozhodčí: Ismail Elfath |

| 27. ledna 2022 20:05 UTC-6 |     |        |                                                                  |
| Kostarika                  | 1:0 | Panama | Národní stadion, San José diváci: 21 000 rozhodčí: Ismail Elfath |
| Ruiz 65'                   |     |        | Národní stadion, San José diváci: 21 000 rozhodčí: Ismail Elfath |

10. kolo
| 30. ledna 2022 15:05 UTC-5 |     |     |                                                                  |
| Kanada                     | 2:0 | USA | Tim Hortons Field, Hamilton diváci: 12 000 rozhodčí: César Ramos |
| Larin 7' Adekugbe 90+5'    |     |     | Tim Hortons Field, Hamilton diváci: 12 000 rozhodčí: César Ramos |

| 30. ledna 2022 17:05 UTC-5           |     |                            |                                                                     |
| Panama                               | 3:2 | Jamajka                    | Stadion Rommela Fernándeze, Panamá diváci: 0 rozhodčí: Selvin Brown |
| Brown 43' (vl.) Davis 51' Ariano 69' |     | Antonio 5' (pen.) Gray 87' | Stadion Rommela Fernándeze, Panamá diváci: 0 rozhodčí: Selvin Brown |

| 30. ledna 2022 17:00 UTC-6 |     |           |                                                                         |
| Mexiko                     | 0:0 | Kostarika | Aztécký stadion, Ciudad de Mexico diváci: 2 000 rozhodčí: Said Martínez |
|                            |     |           | Aztécký stadion, Ciudad de Mexico diváci: 2 000 rozhodčí: Said Martínez |

| 30. ledna 2022 18:05 UTC-6 |     |                         |                                                                                       |
| Honduras                   | 0:2 | Salvador                | Estadio Olímpico Metropolitano, San Pedro Sula diváci: 3 000 rozhodčí: Keylor Herrera |
|                            |     | Bonilla 35' Cerén 90+2' | Estadio Olímpico Metropolitano, San Pedro Sula diváci: 3 000 rozhodčí: Keylor Herrera |

11. kolo
| 2. února 2022 19:05 UTC-5 |     |              |                                                             |
| Jamajka                   | 0:1 | Kostarika    | Independence Park, Kingston diváci: 0 rozhodčí: Marco Ortiz |
|                           |     | Campbell 62' | Independence Park, Kingston diváci: 0 rozhodčí: Marco Ortiz |

| 2. února 2022 18:30 UTC-6             |     |          |                                                                  |
| USA                                   | 3:0 | Honduras | Allianz Field, Saint Paul diváci: 19 202 rozhodčí: Oshane Nation |
| McKennie 8' Zimmerman 37' Pulisic 67' |     |          | Allianz Field, Saint Paul diváci: 19 202 rozhodčí: Oshane Nation |

| 2. února 2022 20:00 UTC-6 |     |                            |                                                                            |
| Salvador                  | 0:2 | Kanada                     | Estadio Cuscatlán, San Salvador diváci: 9 000 rozhodčí: Armando Villarreal |
|                           |     | Hutchinson 66' David 90+3' | Estadio Cuscatlán, San Salvador diváci: 9 000 rozhodčí: Armando Villarreal |

| 2. února 2022 21:00 UTC-6 |     |        |                                                                       |
| Mexiko                    | 1:0 | Panama | Aztécký stadion, Ciudad de Mexico diváci: 2 000 rozhodčí: Iván Barton |
| Jiménez 80' (pen.)        |     |        | Aztécký stadion, Ciudad de Mexico diváci: 2 000 rozhodčí: Iván Barton |

12. kolo
| 24. března 2022 18:05 UTC-5 |     |              |                                                                          |
| Jamajka                     | 1:1 | Salvador     | Independence Park, Kingston diváci: 0 rozhodčí: Fernando Hernández Gómez |
| Gray 72'                    |     | Zavaleta 21' | Independence Park, Kingston diváci: 0 rozhodčí: Fernando Hernández Gómez |

| 24. března 2022 18:05 UTC-5 |     |              |                                                                           |
| Panama                      | 1:1 | Honduras     | Stadion Rommela Fernándeze, Panamá diváci: 24 000 rozhodčí: Ismail Elfath |
| Blackburn 23'               |     | K. López 65' | Stadion Rommela Fernándeze, Panamá diváci: 24 000 rozhodčí: Ismail Elfath |

| 24. března 2022 20:00 UTC-6 |     |     |                                                                          |
| Mexiko                      | 0:0 | USA | Aztécký stadion, Ciudad de Mexico diváci: 47 000 rozhodčí: Mario Escobar |
|                             |     |     | Aztécký stadion, Ciudad de Mexico diváci: 47 000 rozhodčí: Mario Escobar |

| 24. března 2022 20:05 UTC-6 |     |        |                                                                  |
| Kostarika                   | 1:0 | Kanada | Národní stadion, San José diváci: 34 000 rozhodčí: Said Martínez |
| Borges 45+1'                |     |        | Národní stadion, San José diváci: 34 000 rozhodčí: Said Martínez |

13. kolo
| 27. března 2022 16:05 UTC-4                           |     |         |                                                               |
| Kanada                                                | 4:0 | Jamajka | BMO Field, Toronto diváci: 29 122 rozhodčí: Fernando Guerrero |
| Larin 13' Buchanan 44' Hoilett 83' Mariappa 88' (vl.) |     |         | BMO Field, Toronto diváci: 29 122 rozhodčí: Fernando Guerrero |

| 27. března 2022 15:05 UTC-6 |     |                              |                                                                      |
| Salvador                    | 1:2 | Kostarika                    | Estadio Cuscatlán, San Salvador diváci: 0 rozhodčí: Daneon Parchment |
| Gil 31'                     |     | Contreras 30' Campbell 45+1' | Estadio Cuscatlán, San Salvador diváci: 0 rozhodčí: Daneon Parchment |

| 27. března 2022 19:00 UTC-4                                    |     |           |                                                                |
| USA                                                            | 5:1 | Panama    | Exploria Stadium, Orlando diváci: 25 022 rozhodčí: Iván Barton |
| Pulisic 17' (pen.), 45+4' (pen.), 65' Arriola 23' Ferreira 27' |     | Godoy 86' | Exploria Stadium, Orlando diváci: 25 022 rozhodčí: Iván Barton |

| 27. března 2022 17:05 UTC-6 |     |             |                                                                                       |
| Honduras                    | 0:1 | Mexiko      | Estadio Olímpico Metropolitano, San Pedro Sula diváci: 0 rozhodčí: Armando Villarreal |
|                             |     | Álvarez 70' | Estadio Olímpico Metropolitano, San Pedro Sula diváci: 0 rozhodčí: Armando Villarreal |

14. kolo
| 30. března 2022 20:05 UTC-5 |     |        |                                                                         |
| Panama                      | 1:0 | Kanada | Stadion Rommela Fernándeze, Panamá diváci: 8 000 rozhodčí: Jair Marrufo |
| Torres 49'                  |     |        | Stadion Rommela Fernándeze, Panamá diváci: 8 000 rozhodčí: Jair Marrufo |

| 30. března 2022 20:05 UTC-5      |     |                   |                                                                |
| Jamajka                          | 2:1 | Honduras          | Independence Park, Kingston diváci: 0 rozhodčí: Keylor Herrera |
| Bailey 39' (pen.) Morrison 45+2' |     | Tejeda 18' (pen.) | Independence Park, Kingston diváci: 0 rozhodčí: Keylor Herrera |

| 30. března 2022 19:05 UTC-6   |     |          |                                                                     |
| Mexiko                        | 2:0 | Salvador | Aztécký stadion, Ciudad de Mexico diváci: 0 rozhodčí: Oshane Nation |
| Antuna 17' Jiménez 43' (pen.) |     |          | Aztécký stadion, Ciudad de Mexico diváci: 0 rozhodčí: Oshane Nation |

| 30. března 2022 19:05 UTC-6 |     |     |                                                                 |
| Kostarika                   | 2:0 | USA | Národní stadion, San José diváci: 35 000 rozhodčí: Drew Fischer |
| Vargas 51' Contreras 59'    |     |     | Národní stadion, San José diváci: 35 000 rozhodčí: Drew Fischer |

## Zajímavosti
- Zápas 16. listopadu 2021 mezi Kanadou a Mexikem, který se konal v Edmontonu, proběhl v jedněch z nejchladnějších podmínek v historii mezinárodního fotbalu, neboť se začínalo při −9 °C, a teplota klesla v průběhu zápasu až na −16 °C. Navíc den předtím proběhla v Edmontonu silná sněhová bouře. Zápas v den jeho vysílání vidělo ve Spojených státech 2,1 milionu diváků, čímž se stal nejsledovanější sportovní událostí televizní stanice Telemundo od finále Copa América.[1] Další podobné utkání se odehrálo v únoru 2022 mezi USA a Hondurasem, kde teplota klesla dokonce až na −17 °C.[2]